# Подводные лодки типа «Ула»

ПЛ типа «Ула» — разрез

Подводные лодки типа «Ула» (норв. Ula-klassen) — серия норвежских дизель-электрических подводных лодок. Подводные лодки типа «Ула» построены на верфях Германии в 1987—1992 годах. В Германии они обозначались как «Тип 210». Лодки были предназначены для замены устаревших подводных лодок типа «Коббен» и на 2019 год являются единственным классом подводных лодок на вооружении Норвегии. Ожидается, что они останутся в строю приблизительно до 2023 года.

## Представители
| Название        | Номер | Закладка       | Спуск на воду    | Вступление в строй |
| --------------- | ----- | -------------- | ---------------- | ------------------ |
| Ула Ula         | S 300 | 29 января 1987 | 28 июля 1988     | 27 апреля 1989     |
| Уредд Uredd     | S 305 | 23 июня 1988   | 22 сентября 1989 | 3 мая 1990         |
| Утвер Utvær     | S 303 | 8 декабря 1988 | 19 апреля 1990   | 8 ноября 1990      |
| Утхёуг Uthaug   | S 304 | 15 июня 1989   | 18 октября 1990  | 7 мая 1991         |
| Утстейн Utstein | S 302 | 6 декабря 1989 | 25 апреля 1991   | 14 ноября 1991     |
| Утсира Utsira   | S 301 | 15 июня 1990   | 21 ноября 1991   | 30 апреля 1992     |